# 마호가니

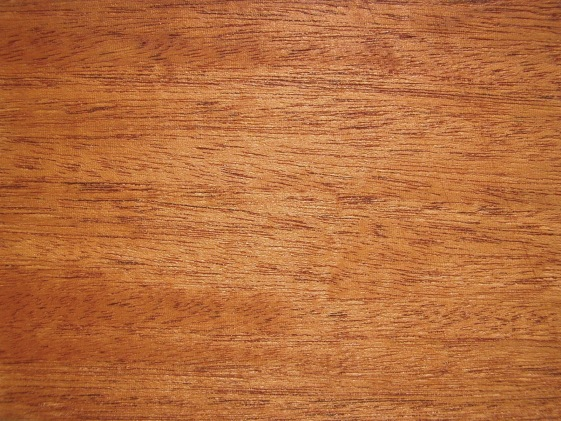
마호가니

마호가니(mahogany)는 멀구슬나뭇과의 상록 교목으로 아메리카 대륙의 열대와 아열대 지방에서 자라는 나뭇결이 매우 아름다운 활엽수이다. 세계에서 가장 좋은 가구용 나무이며, 특히 장롱을 만드는 데 널리 쓰인다. 북아메리카·서인도 제도 등에서 생산된다. 높이는 약 30m이고 잎은 어긋나게 자라며 우상 복엽이다. 목재는 붉은빛이며 단단하고 내수성이 강하다.

## 종류
마호가니로 일컬어지는 나무에는 다음 세 종류가 있다.
- 온두라스마호가니 (학명: Swietenia macrophylla) - 브라질의 아마조니아 지대로부터 멕시코에 이르기까지 가장 넓은 서식 범위를 갖고 있으며, 오늘날 사실상 유일하게 상업적인 목적으로 거래되는 마호가니 나무이다.[1] 과도하게 채벌한 탓에 2003년 CITES 부록 2권에 재목(材木)으로서는 처음으로 등재되었다.[2][3]
- 서인도제도마호가니 (학명: Swietenia mahagoni) - 플로리다주와 카리브해에 있는 군도 지역 토종으로, 과거 식민지 시대부터 제2차 세계 대전까지는 마호가니 목재용으로 가장 많이 거래되었으나, 대전 이후 원자재 기능 대부분을 온두라스마호가니에게 넘겨주고 가치를 다소 잃었다.[1]
- 애마호가니 (학명: Swietenia humilis) - 다른 두 종보다 나무 크기와 높이가 작으며, 건기가 존재하는 숲에 서식한다. 태평양과 인접한 중앙아메리카에 분포하며 상업적인 가치는 별로 없다. 일부 식물학자 가운데서는 애마호가니가 온두라스마호가니의 아종일 뿐이라는 견해를 가진 학자도 있다.[1]